# Бручето (Прато)
Бручето је насеље у Италији у округу Прато, региону Тоскана.
Према процени из 2011. у насељу је живело 124 становника. Насеље се налази на надморској висини од 243 м.